# 名古屋青果物信用組合

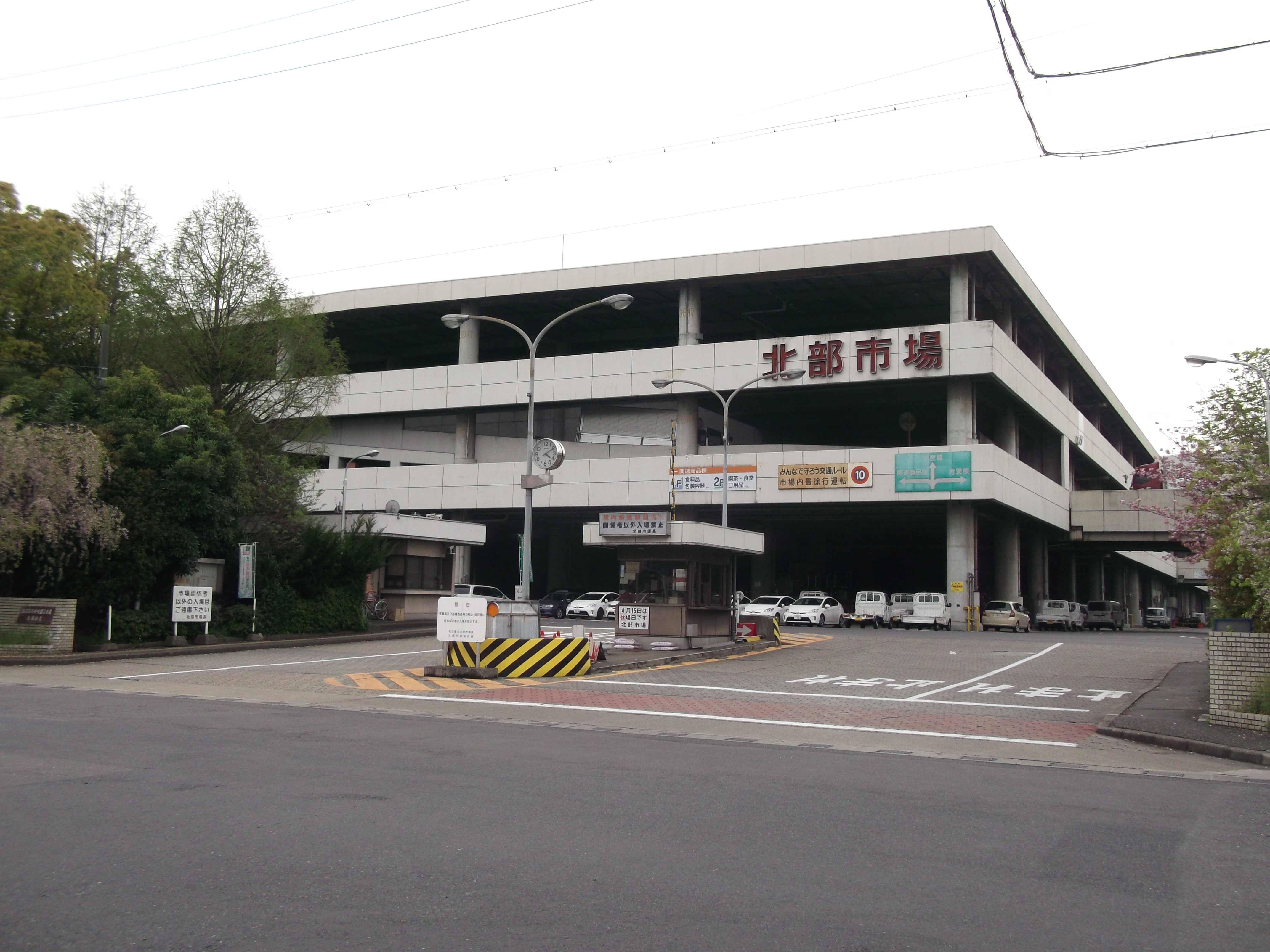
本店がある北部市場（2015年4月）

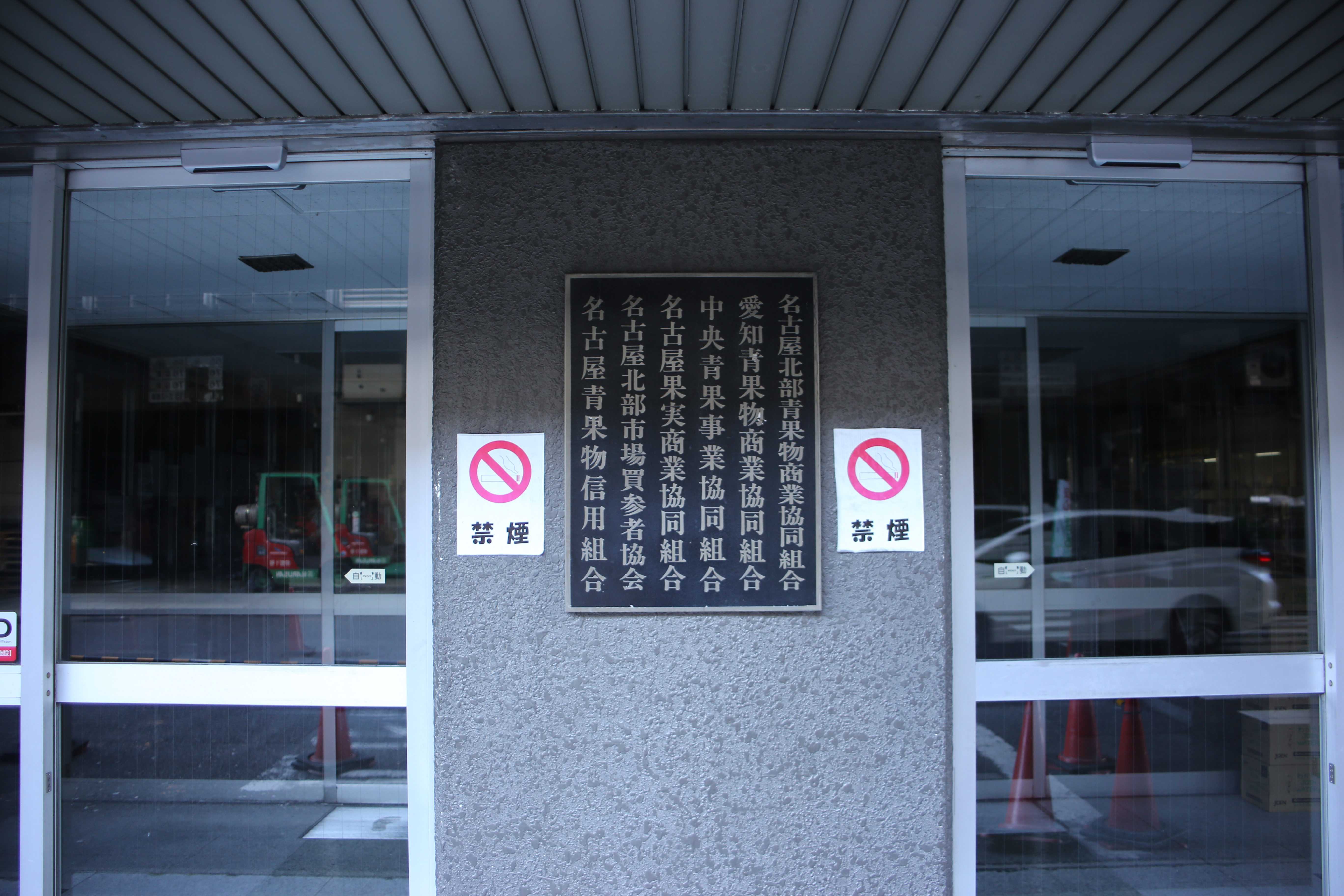
本店入口（2017年11月）

名古屋青果物信用組合（なごやせいかぶつしんようくみあい）は、愛知県西春日井郡豊山町の名古屋市中央卸売市場北部市場内に本店を置く業域信用組合である。

## 概要
事業地域
- 愛知県全域

店舗
- 本店営業部

〒480-0202 西春日井郡豊山町大字豊場字八反107 名古屋市中央卸売市場北部市場内
- 本場（ほんじょう）支店

〒456-0072 名古屋市熱田区川並町2-22 名古屋市中央卸売市場内

## 沿革
- 1961年（昭和36年）7月 - 設立
- 1983年（昭和58年）3月 - 本店を現在地に移転